# Kozlovka (Mordòvia)
Kozlovka - Козловка (rus) - és un poble de la República de Mordòvia, a Rússia, segons el cens del 2010 tenia 413 habitants, és la seu administrativa del districte homònim.